# Jimmy Bulus
Jimmy Bulus (le 22 octobre 1986) est un joueur de football professionnel nigérien évoluant au poste d'attaquant au NA Hussein Dey.

## Palmarès

### Joueur
- Champion du Burkina Faso : 2006 avec ASFA Yennenga.
- Finaliste de la Supercoupe du Burkina Faso : 2006 avec ASFA Yennenga.